# District franc fédéral du Noirmont
Pour les articles homonymes, voir Noirmont.
Le district franc fédéral du Noirmont est une zone de protection de la nature d'importance nationale situé dans le massif du Jura, dans le canton de Vaud, en Suisse.

## Géographie
Situé sur le territoire des communes d'Arzier-Le Muids, Bassins, Saint-Cergue, Marchissy et Le Chenit, le district franc fédéral du Noirmont est entièrement englobé dans le Parc naturel régional Jura vaudois. Il est localisé autour du Noirmont (qui lui a donné son nom) et des sommets environnants (Mont Sâla et Mont Pelé), ainsi que les Gorges de Moinsel.
Il est divisé en plusieurs zones : une partie où la protection est intégrale, une autre où elle n'est que partielle et plusieurs périmètres, situés en dehors du district franc proprement dit, dans lesquels les dégâts dus au gibier sont indemnisés.

## Plan de gestion
Créé dans le but de « protéger la faune sauvage, notamment contre les dérangements », le district fait l'objet d'un plan de gestion validé en 2013 par le canton. Il a pour objectif « d’identifier les conflits potentiels entre les activités humaines et la nature, d’en déduire le cas échéant un catalogue de mesures pour réduire les nuisances » ; dans ce but, un monitoring des activités sportives (en particulier hivernales - raquette à neige, ski de fond), de tourisme ou de loisirs pratiquées dans la zone concernée entre la mi-février et le printemps 2013 à l'aide de 18 pièges photographiques répartis sur des chemins balisés, ainsi que sur des itinéraires « non balisé mais connu pour être emprunté ». 
Dans le but de limiter les dérangements sur la faune sauvage, l’accès à la forêt par la route des montagnes depuis la commune de Bassins y est limité du premier décembre au premier juin. La route y est barrée tout au long de cette période. Cela permet de préserver la quiétude de la zone lors des périodes sensibles qui sont l’hiver et le printemps. 